# 木村輝美
木村 輝美（きむら てるみ、男性、1943年（昭和18年） - ）は、日本の実業家。ロジネットジャパン代表取締役社長。

## 略歴
北海道紋別郡遠軽町生まれ。1962年（昭和37年）札幌通運入社。1967年（昭和42年）北海学園大学経済学部2部卒業。1996年（平成7年）札幌通運取締役総務部長に就任。同社取締役自動車部長、同社取締役管理部長など経て、1999年（平成11年）同社常務取締役。2001年（平成13年）同社専務取締役。2003年（平成15年）同社代表取締役専務。2004年（平成16年）に同社代表取締役社長に就任。2005年（平成17年）にロジネットジャパンを設立し、同社代表取締役社長に就任。2013年（平成25年）札幌通運代表取締役社長を退任。
この他に、中央通運取締役・北海道味便り取締役・小泉運送代表取締役会長（2005年より）・青山本店代表取締役会長（2012年より）・札幌商工会議所付属専門学校営業販売学科非常勤講師（2005年より2013年まで）なども務める。